# Savigny-sur-Aisne

Savigny-sur-Aisne este o comună în departamentul Ardennes din nordul Franței. În 1 ianuarie 2022 avea o populație de 350 de locuitori.